# Salvator Niciteretse
Salvator Niciteretse (ur. 2 sierpnia 1958 w Rutwenzi) – burundyjski duchowny katolicki, biskup Bururi od 2020.

## Życiorys

### Prezbiterat
Święcenia kapłańskie przyjął 9 lipca 1989 i został inkardynowany do diecezji Bururi. Przez dziewięć lat pracował jako duszpasterz parafialny. W latach 1998–2002 studiował w Rzymie, a po powrocie do kraju objął stanowisko sekretarza biskupiej komisji ds. apostolstwa świeckich.

### Episkopat
15 lutego 2020 roku został mianowany przez papieża Franciszka biskupem diecezji Bururi. Sakry udzielił mu 18 kwietnia 2020 metropolita Bużumbury – arcybiskup Gervais Banshimiyubusa.